# Lillian Boutté

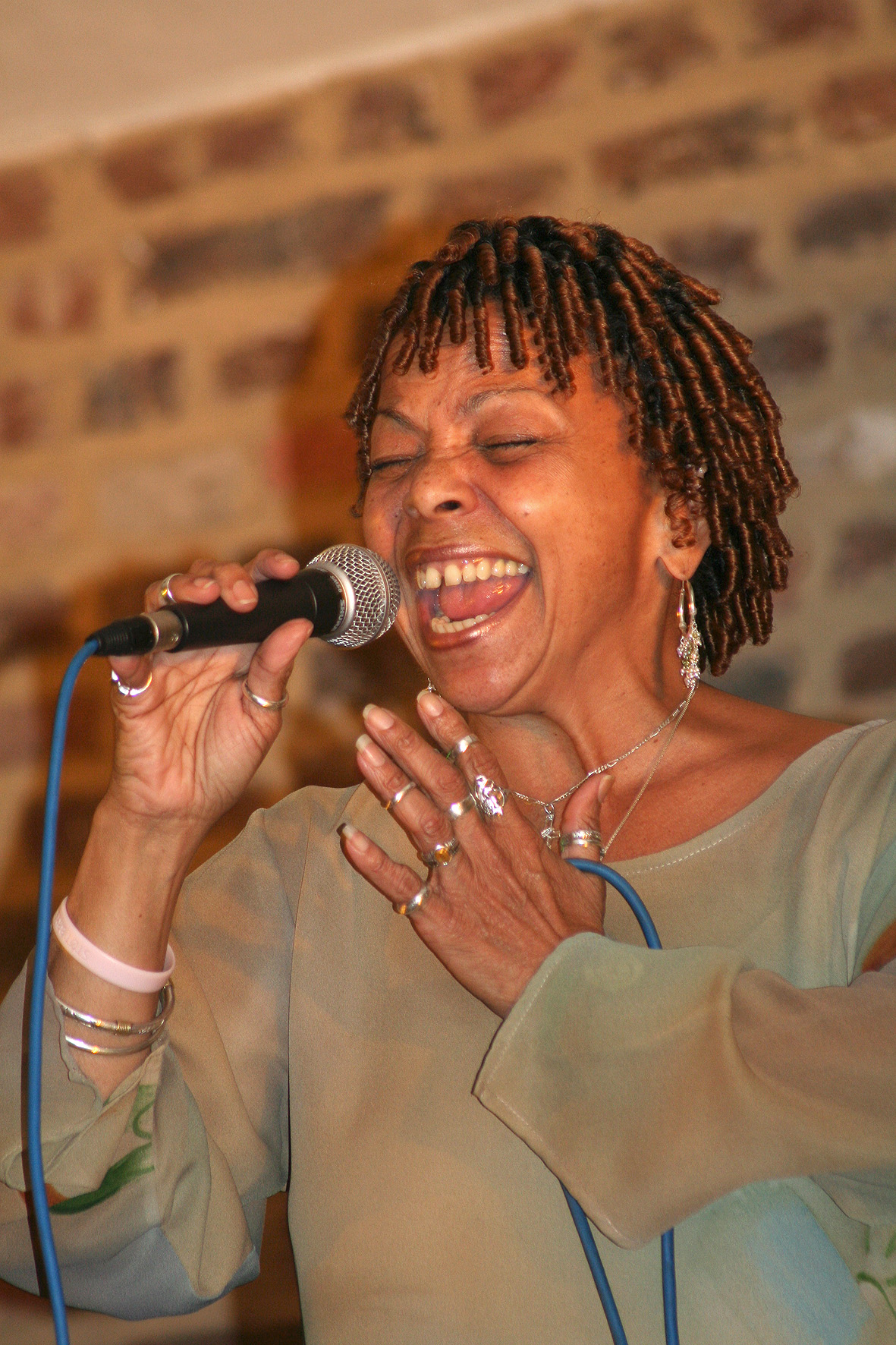
Lillian Boutté (als Gast der Maryland Jazz Band of Cologne in Kerpen 2006)

Lillian Theresa Boutté (* 6. August 1949 in New Orleans, Louisiana; † 23. Mai 2025) war eine US-amerikanische Jazzsängerin, die für ihre fröhliche Bühnenpräsenz bekannt war.

## Leben und Wirken
Lillian Boutté gewann im Alter von elf Jahren einen Gesangswettbewerb. Während ihres Musikstudiums an der Xavier University of Louisiana sang sie im Gospelchor. Sie wurde in dieser Zeit von Allen Toussaint entdeckt und ab 1973 von ihm als Background-Sängerin für Plattenaufnahmen von James Booker, Patti Labelle, den Neville Brothers, den Pointer Sisters und Dr. John engagiert.
Zwischen 1979 und 1984 war sie als Darstellerin und Sängerin im Musical One Mo’ Time auf Tournee. Gemeinsam mit der Olympia Brass Band legte sie 1980 ein Gospelalbum vor; 1982 spielte sie ihr erstes Jazzalbum ein. Neben zahlreichen Alben mit ihrer eigenen Band spielte sie auch Tonträger mit Dr. John, Humphrey Lyttelton, Peter „Banjo“ Meyer, den European New Orleans All Stars um Chris Barber und Oscar Klein sowie Duoplatten mit Dirk Raufeisen oder Christian Willisohn ein. Mit Christian Willisohn, seiner Band und anderen Künstlern trat sie 2004 beim Bowers & Wilkins Rhythm’n’Blues Festival in Halle (Westfalen) auf.
1986 wurde ihr der Titel des New Orleans Music Ambassador verliehen. Damit war sie nach Louis Armstrong die zweite Jazzlegende in der Geschichte der Stadt, der diese Ehre zuteilwurde.

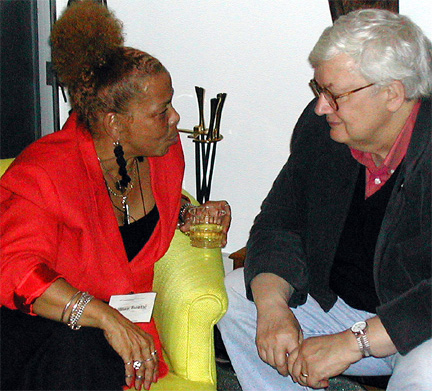
Lillian Boutté und Roger Ebert auf der Conference on World Affairs 2002

In Europa trat sie mit Produktionen wie Spirit of Louisiana (1992) auf, aber auch mit der eigenen Band und ihrem Gatten Thomas L’Etienne sowie ihrem Bruder John Boutté und gemeinsam mit der Barrelhouse Jazzband, der Maryland Jazz Band of Cologne und den Breda All Stars sowie mit Pee Wee Ellis (Spirit of Christmas, 2013). Sie ist auch in dem preisgekrönten Dokumentarfilm Piano Players Barely Play Together (1982) neben den Pianisten Professor Longhair, Allen Toussaint und Tuts Washington zu sehen; in Alan Parkers Film Angel Heart (1986) trat sie in einer Nebenrolle auf und war gemeinsam mit Brownie McGhee am Soundtrack beteiligt.

## Erkrankung
Obschon an Alzheimer erkrankt, trat sie 2015 noch zum 20-jährigen Jubiläum des Incontri (Rohrbach) mit Christian Willisohn auf. Seit Juli 2016 wurde sie zu Hause in New Orleans als Pflegefall von ihrer Familie betreut.